# Rapidógrafo

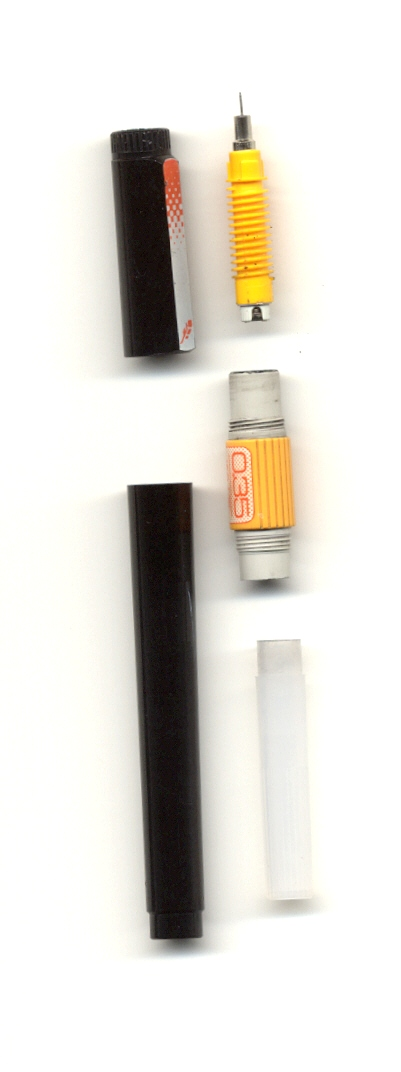
Rapidógrafo desarmado.

Se denomina rapidógrafo o estilógrafo a un instrumento de dibujo que funciona utilizando tinta china o aceite, similar a una pluma estilográfica, cuyo diseño es especial para el uso en arquitectura y dibujo de precisión.
Es una evolución en el campo profesional de la pluma fuente, patentado por Lewis E. Waterman con el sistema de almacenamiento de tinta o cartucho, y dividido en módulos desarmables con una plumilla que posee un surco recto que distribuye la tinta, además de un sistema al vacío con un orificio que compensa la presión entre la tinta y el aire, salvo la diferencia del sistema de impresión de tinta, generalmente distribuida por un tubo mediante acción capilar de la tinta gracias al mismo sistema de bomba de vacío, pues el mismo incorpora una entrada de aire.
Los tubos se clasifican según su diámetro en milímetros (mm). Las menores medidas utilizadas oscilan entre 0.2, 0.1 y 0.09 mm (no común), aun cuando estos extremos sólo se proveen en las marcas de mayor calidad y conllevan problemas con la tinta, debiendo extremarse los parámetros de calidad y densidad. Las tintas suelen ser tinta china y tintas especiales de muy baja tensión superficial.

## Composición general de un rapidógrafo
La versión modular generalmente es para uso extensivo y de vida larga, pero existen versiones desechables.
- Parte superior: almacén o cartucho de tinta (intercambiable).
- Parte inferior: cabezal que se ajusta al distribuidor que tiene un principio de vacío pues en uno de sus lados tiene un pequeño orificio y es desatornillable, terminando en la parte que hará contacto con el pequeño peso del cual sale un fino hilo metálico, que embona en el tubo del cabezal y varía de grosor dependiendo del grosor a su vez del cabezal del rapidógrafo.